# Snerle (Calystegia)
 For alternative betydninger, se Snerle. (Se også artikler, som begynder med Snerle)
Slægten Snerle (Calystegia) rummer mere end 25 arter, som er fordelt i alle tempererede egne af kloden. Det er urteagtige planter, som er nedliggende eller slyngende. Bladene er spredte og helrandede. Blomsterne er store og tragtformede, oftest hvide (sjældent lyserøde eller stribede). Frugten er en kapsel med ganske få frø. Her nævnes kun de arter, som er vildtvoksende i Danmark, eller som dyrkes her.
| Arter |

- Gærdesnerle (Calystegia sepium)
- Havesnerle (Calystegia pulchra)
- Strandsnerle (Calystegia soldanella)